# Philhygra mahleri
Philhygra mahleri är en skalbaggsart som beskrevs av Jyrki E. Muona 1995. Philhygra mahleri ingår i släktet Philhygra, och familjen kortvingar. Arten har ej påträffats i Sverige.